# Bugatti-Triebwagen

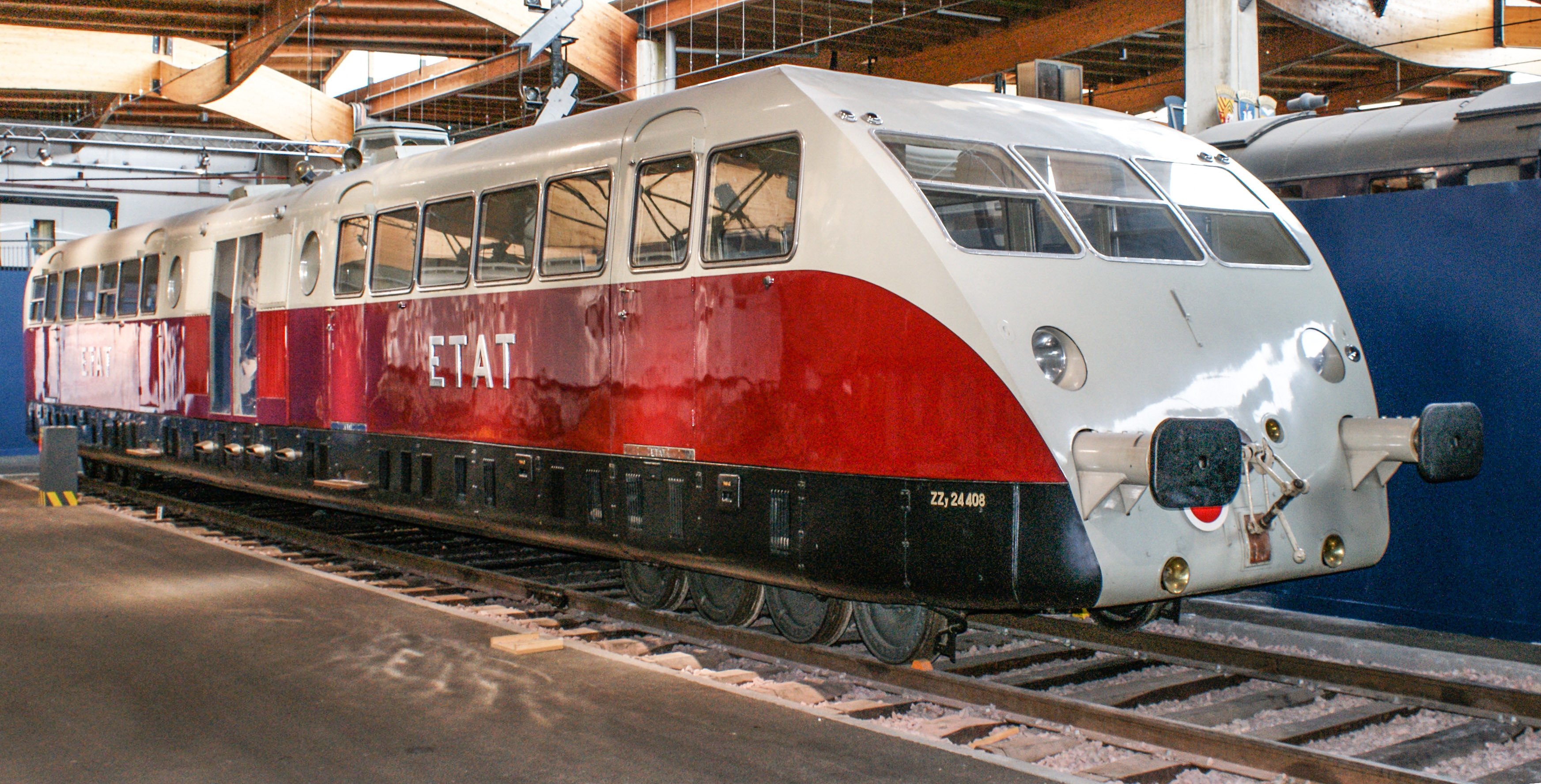
État ZZy 24408 Présidentiel im Eisenbahnmuseum Mülhausen

Die Bugatti-Triebwagen waren vom Automobilhersteller Bugatti in Molsheim gebaute Verbrennungstriebwagen, die zwischen 1933 und 1958 in verschiedenen Varianten im französischen Schienenverkehr eingesetzt wurden. Der erste Triebwagen wurde 1933 fertiggestellt. Bei den Testfahrten erreichte er 172 km/h und war damit eines der ersten modernen Hochgeschwindigkeitsfahrzeuge. Insgesamt wurden 88 ein- bis dreiteilige Einheiten gebaut. Der größte Betreiber waren die Chemins de fer de l’État (État), einige Exemplare gingen auch an die Compagnie des chemins de fer de Paris à Lyon et à la Méditerranée (PLM) und das Réseau ferroviaire d’Alsace-Lorraine (AL). Nach der Verstaatlichung aller großen Bahngesellschaften und der Gründung der SNCF im Jahre 1938 trugen die Bugatti-Triebwagen bei der SNCF bis 1950 die Bezeichnung ZZB zusammen mit einer Nummer, danach XB und XR mit einer Nummer.

## Geschichte

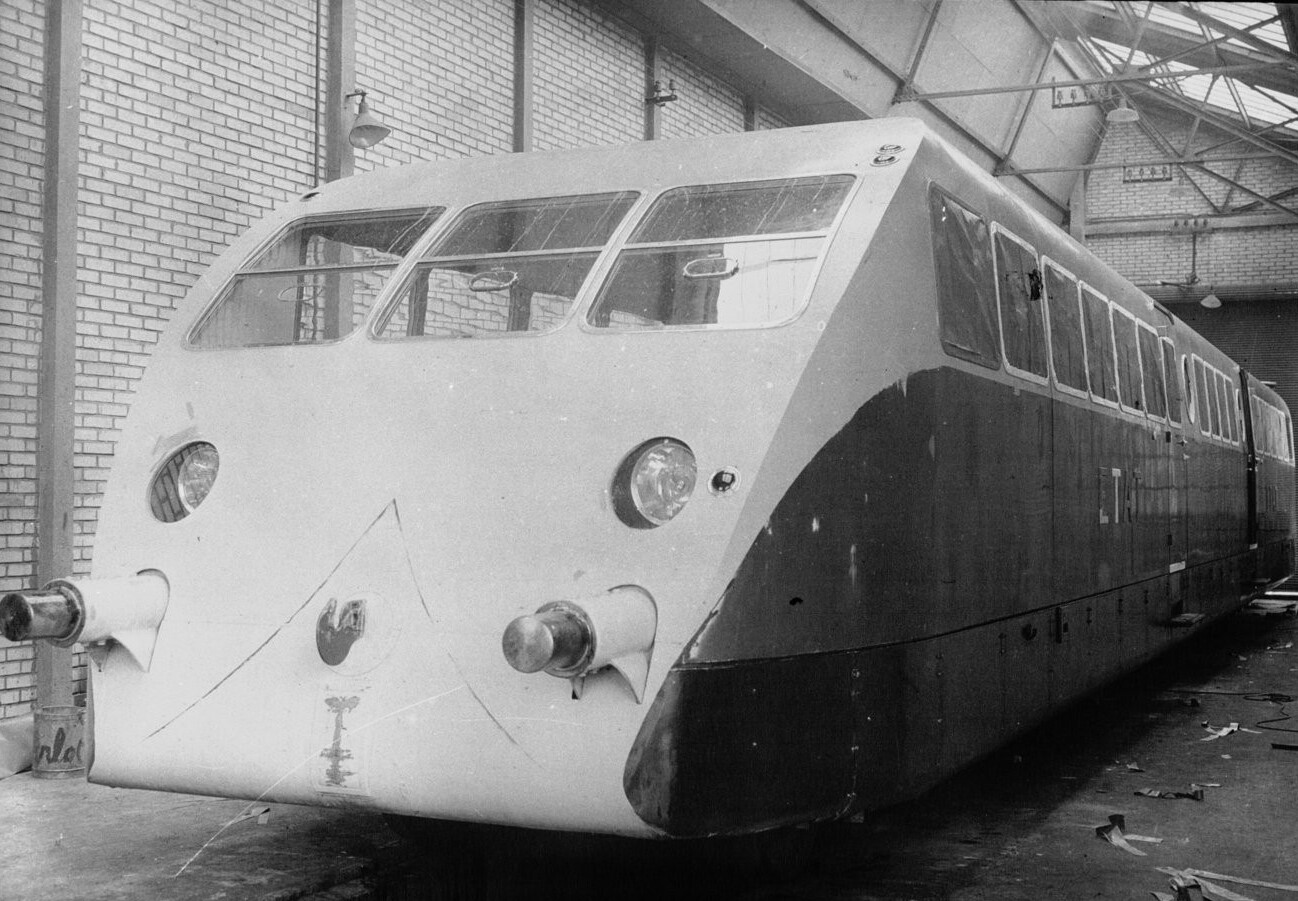
Einer der ersten Bugatti-Triebwagen noch in der Spritzkabine

Zu Beginn der 1930er Jahre bemühten sich die Eisenbahngesellschaften um die Einführung von Schnellzugverbindungen mit Triebwagen, um der immer stärker werdenden Konkurrenz der Straße begegnen zu können. Dies erforderte schnelle Fahrzeuge mit Verbrennungsmotoren, die leicht gebaut sein mussten, um einerseits den noch geringen Leistungen der Motoren gerecht zu werden und andererseits die Beanspruchung der Gleise bei schneller Fahrt in Grenzen zu halten. Mehrere Hersteller entwickelten leichte Triebwagen, die teilweise Konstruktionsprinzipien aus dem Automobilbau aufgriffen.
Ettore Bugatti nahm 1932 einen Auftrag der französischen Staatsbahn État, der Vorgängerin der heutigen SNCF, an und baute einen Triebwagen, den Bugatti offiziell Wagon Rapide oder kurz WR nannte. Das Hauptaugenmerk des in nur neun Monaten entwickelten Triebwagens lag auf der Konstruktion eines aerodynamisch optimierten Fahrzeugs für hohe Geschwindigkeiten, die es dank seiner starken Beschleunigung schnell erreichen konnte. Kräftige Bremsen sollten dafür sorgen, dass der Triebwagen dennoch innerhalb des bestehenden Vorsignalabstandes zum Stehen kommt. Auch auf Laufruhe wurde geachtet, die durch den Einsatz von Stroßdämpfern erreicht werden sollte. Zwischenlagen aus Gummi sollten die Übertragung von Vibrationen von den Drehgestellen auf den Wagenkasten verhindern. Als Antrieb dienten je vier der Motoren, die für den Bugatti Royale vorproduziert worden waren und sich aufgrund der Wirtschaftskrise nicht für Autos verwenden ließen. 

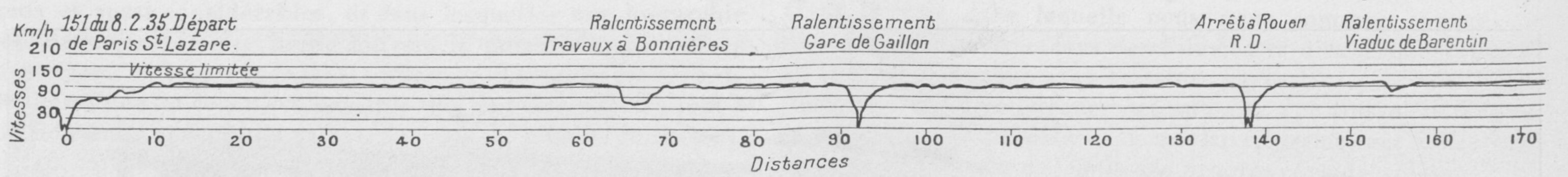
Fahrdiagramm eines Bugatti-Triebwagens auf der Strecke Paris–Deauville

Der erste Triebwagen mit 48 Sitzplätzen wurde im Mai 1933 in den Dienst der État gestellt und verkehrte auf der Strecke Paris–Deauville mit einer Durchschnittsgeschwindigkeit von 116 km/h. Am 30. Juli 1933 fuhr Staatspräsident Albert Lebrun mit diesem Triebwagen zur Einweihung des neuen Hafens von Cherbourg. Seitdem trägt diese Bauart den Namen Présidentiel. Im Februar, Juli und Oktober 1933 wurden drei weitere Fahrzeuge an die État ausgeliefert und fünf weitere bestellt. Am 24. Oktober 1934 erreichte ein Triebwagen zwischen Le Mans und Connerré eine Höchstgeschwindigkeit von 192 km/h. Die Triebwagen trugen bei der État die Nummern ZZy 24401 bis 24409.

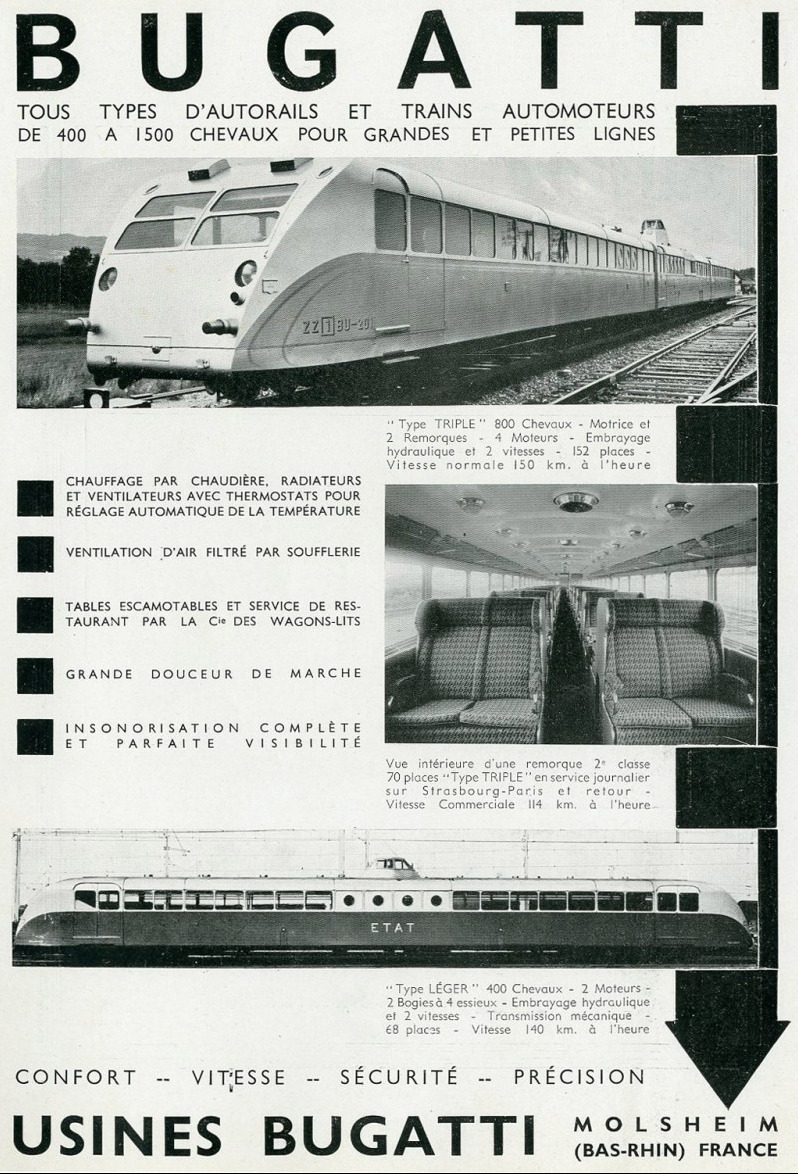
Inserat für Bugatti-Triebwagen ca. 1938: oben von der AL bestellter, aber an die SNCF gelieferter Bugatti-Triebwagen Type Triple mit der Nummer ZZ B201, unten ein als Type Léger bezeichneter Type Surallongé der ETAT aus der Serie ZZy 24436 bis 24450.

Inzwischen wurden die Triebwagen auch auf den Streckennetzen der Compagnie des chemins de fer de Paris à Lyon et à la Méditerranée (PLM) und des Réseau ferroviaire d’Alsace-Lorraine (AL) eingesetzt. 1938 gingen alle Triebwagen in den Besitz der neu gegründeten SNCF über.
Von 1933 bis 1936 wurden die Triebwagen im Depot Bois-Colombes électrique im Nordwesten von Paris gewartet. Ab 1936 wurde die Wartung in das neu erbaute Depot Batignolles-Remblais im 17. Pariser Arrondissement verlegt. Im Jahr 1937 eröffnete die État zwei weitere Depots für Triebwagen in Versailles-Matelot und in La Rochelle. Während des Zweiten Weltkrieges wurden die Triebwagen abgestellt, davon wurde ein Présidentiel, ein Allongé, drei Surallongé und drei Triple zerstört.
Die Double der PLM und die Triple waren bis 1953, die anderen Einheiten bis 1958 ausgemustert, da der Kraftstoffverbrauch nicht mehr zeitgemäß war und die Zuverlässigkeit in den letzten Betriebsjahren stark gelitten hatte.
Nur der Triebwagen XB 1008 der SNCF, der im August 1935 als ZZy 24408 an die État geliefert wurde, ist erhalten geblieben. Das Fahrzeug wurde von 1938 von der SNCF übernommen und trug bis 1950 die Bezeichnung ZZB 1008, danach XB 1008. Ab 1955 wurde der Triebwagen nicht mehr im Personenverkehr eingesetzt, diente aber noch bis 1970 als Signalversuchsfahrzeug der SNCF. Eine 1981 in Bischheim durchgeführte Restaurierung versetzte den Triebwagen wieder in seinen ursprünglichen Zustand, wie er im Eisenbahnmuseum Cité du Train in Mulhouse ausgestellt ist.

## Modellvarianten

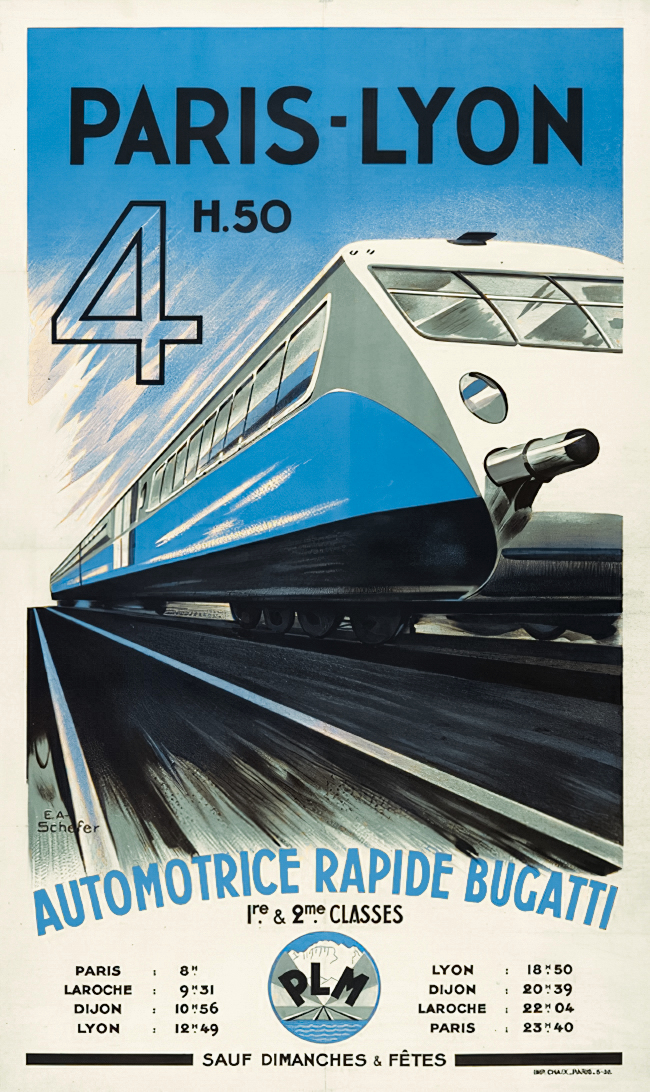
Werbung der PLM für die mit Bugatti Typ Double bediente Verbindung Paris–Lyon

Ab 1934 wurden die Triebwagen mit acht statt vier Türen und Kupplungen ausgerüstet, die es ermöglichten, Beiwagen mit 62 Sitzplätzen zu befördern. Aus einer Bestellung von weiteren zwölf Triebwagen ließ die État drei zu Beiwagen umbauen, deren nicht benötigte Maschinenräume ebenfalls mit Sitzplätzen ausgestattet wurden. Sie trugen die Nummern RZ 24410 bis 24412.
Im gleichen Jahr erschienen auch die drei von der PLM bestellten 43,5 m langen, zweiteiligen Triebzüge vom Typ Double. Sie bestanden aus einem Triebwagen mit vier Bugatti-Royal-Motoren, Führerstand und 45 Sitzplätzen 2. Klasse und einem Beiwagen mit 38 Sitzplätzen 1. Klasse. Zur Verpflegung der Fahrgäste gab es ein Buffet mit kalten Speisen. Darüber hinaus verfügte der Triebwagen über ein Gepäckabteil und jeder Wagen über eine Toilette. Die Züge wurden auf der Strecke Paris-Lyon eingesetzt, die sie in 4,5 Stunden zurücklegten.
1935 erschien die Bauart Standard oder Wagon Léger, abgekürzt WL oder WGL, die mit nur zwei Motoren ausgestattet war; die État hatte den exorbitanten Benzinverbrauch der Vier-Motoren-Version bemängelt. Der Motor des Bugatti Royale soll um 40 Liter auf 100 km verbraucht haben. Die Wagon Léger gab es in drei Versionen: die 19,3 m langen Court ‚kurz‘ mit 36 Sitzplätzen, die auf 21 m verlängerten Allongé mit 44 oder 52 Sitzplätzen und die mit 25,38 m überlangen Surallongé mit 73 Sitzen. Die Court konnten zu Paaren gekuppelt werden, konnten aber keine anderen Wagen ziehen. Sie wurden bei der SNCF alle zu Beiwagen XR umgebaut.
1936 und 1937 wurden sieben dreiteilige Triebzügen mit einer Länge von 60 m gebaut, die je 144 Reisenden Platz boten.
1937 bestellte die État noch einmal zwei Beiwagen mit je 57 Sitzplätzen, die als RZ 24413 und 24414 bezeichnet wurden.
Insgesamt wurden 88 Triebwagen und fünf Beiwagen hergestellt:
- 9 WR einteilig Présidentiel für die État,
- 3 WR zweiteilig Double für die PLM,
- 7 WR dreiteilig Triple (2 État, 2 AL und 3 SNCF),
- 13 WL einteilig Court (5 État, 2 AL und 6 PLM),
- 28 WL einteilig Allongés (18 PLM und 10 État),
- 28 WL einteilig Surallongés (15 État, 1 AL, 10 PLM und 2 SNCF),
- 5 Beiwagen für einteilige WR der État.

## Bilder

Bugatti-Triebwagen Typ Présidentiel aus der Serie État ZZy 24401-24409
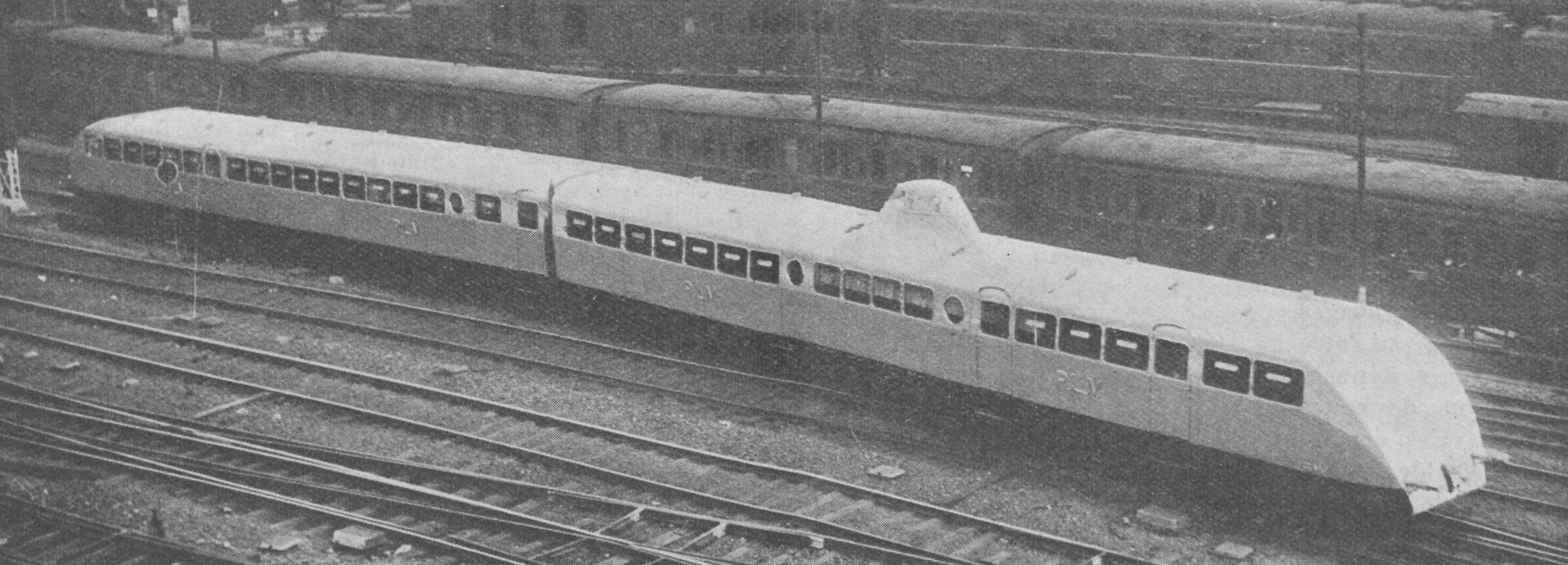
Zweiteiliger Bugatti-Triebwagen Typ Double der PLM aus der Serie K 1 bis 3
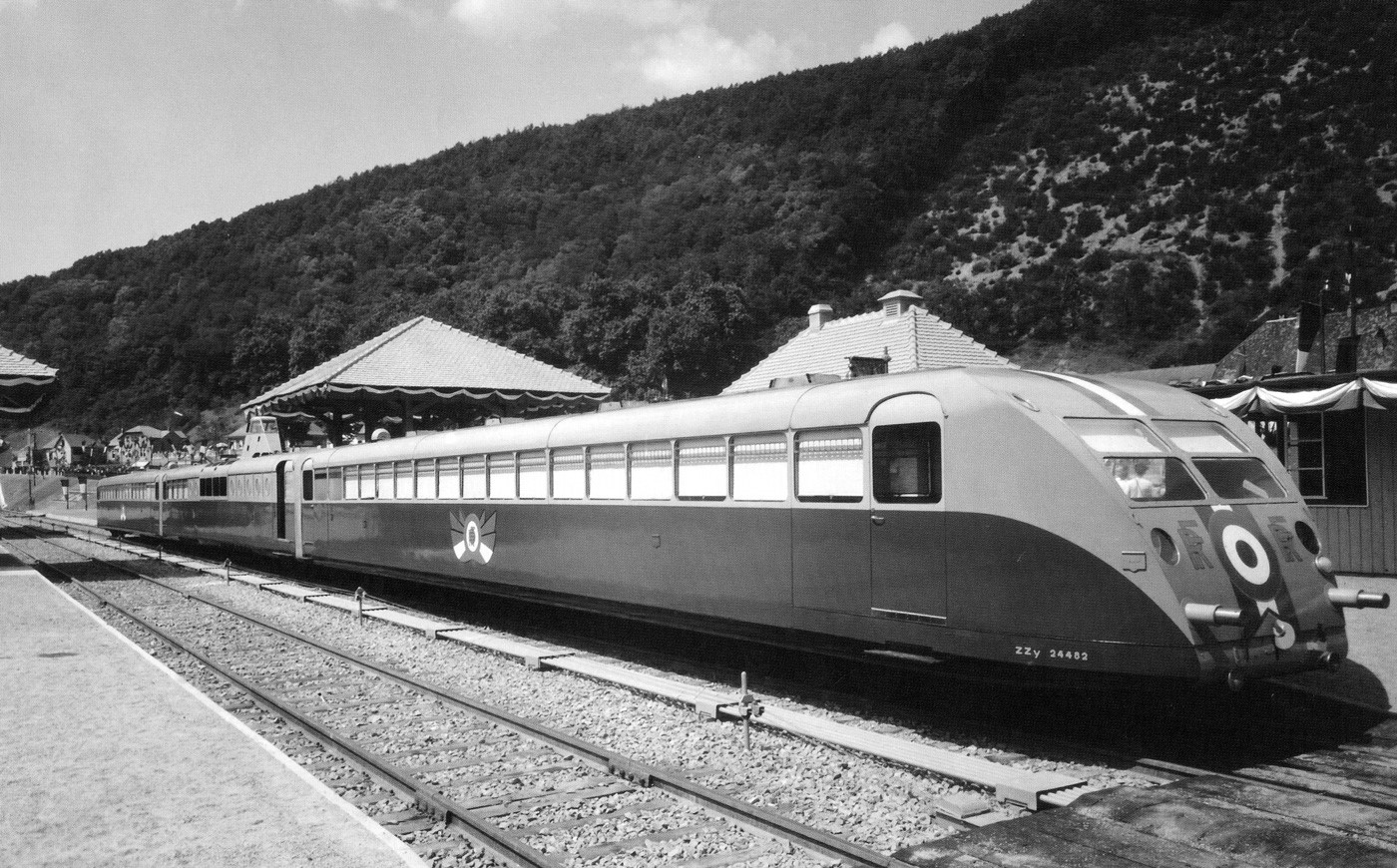
Dreiteiliger Bugatti-Triebwagen Typ Triple der État ZZy 24482
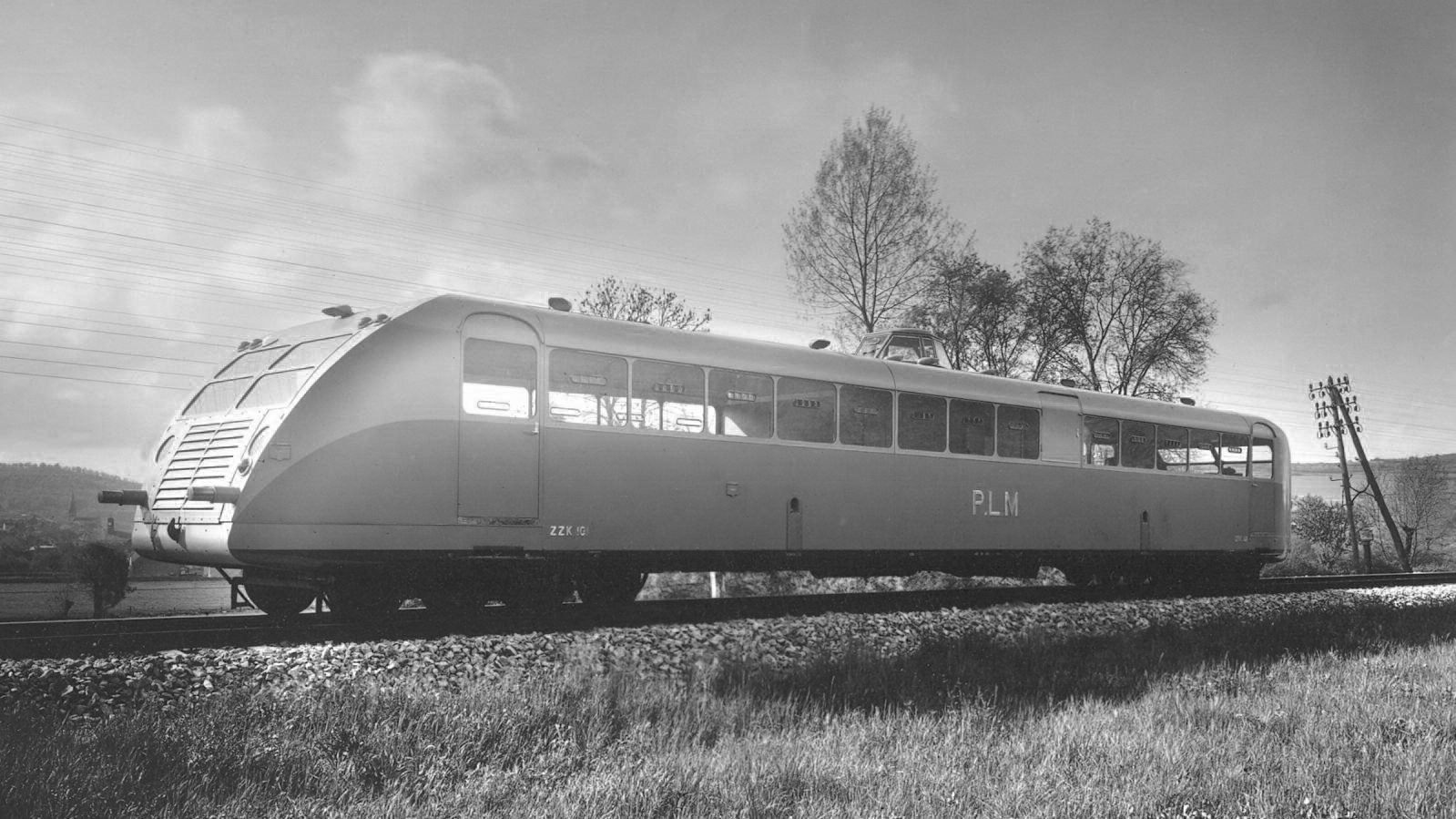
Kurzer Bugatti-Triebwagen Typ Corut PLM K 101
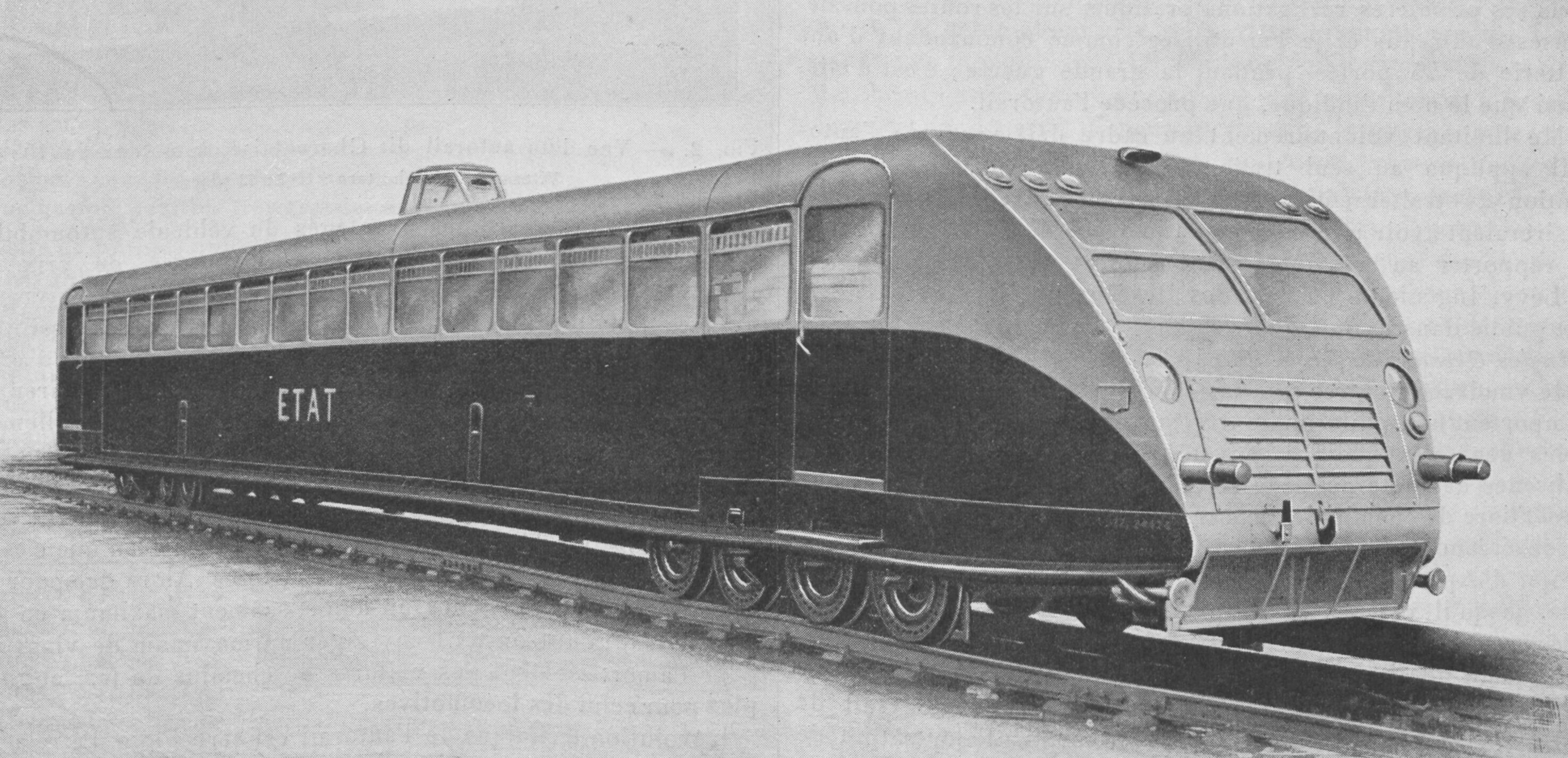
Bugatti-Triebwagen Typ Allongé aus der Serie État ZZy 24426-24435
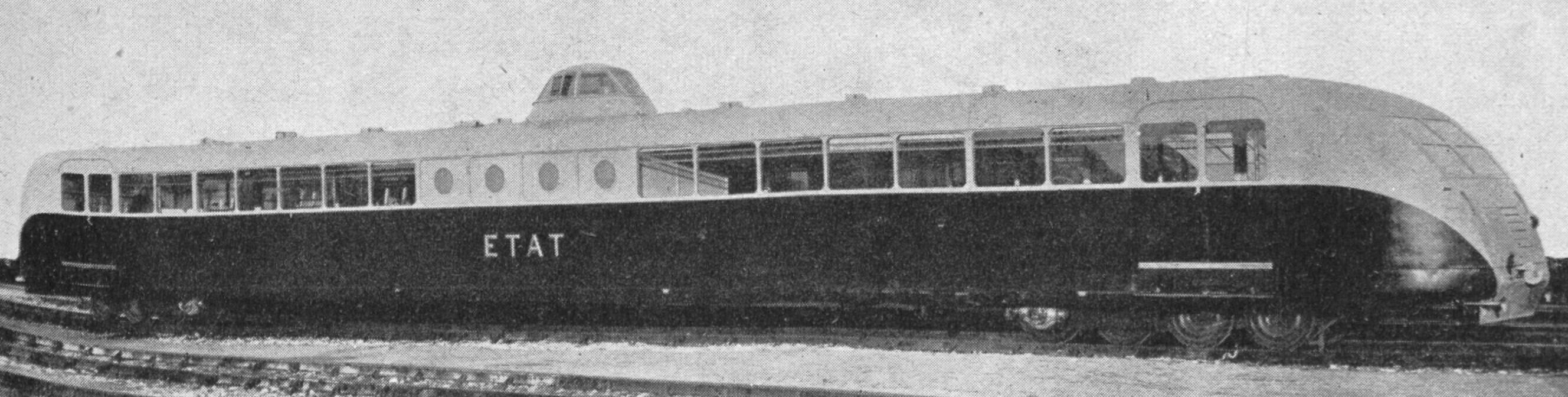
Überlanger Bugatti-Triebwagen Typ Surallongé aus der Serie État ZZy 24436-24450

## Technik

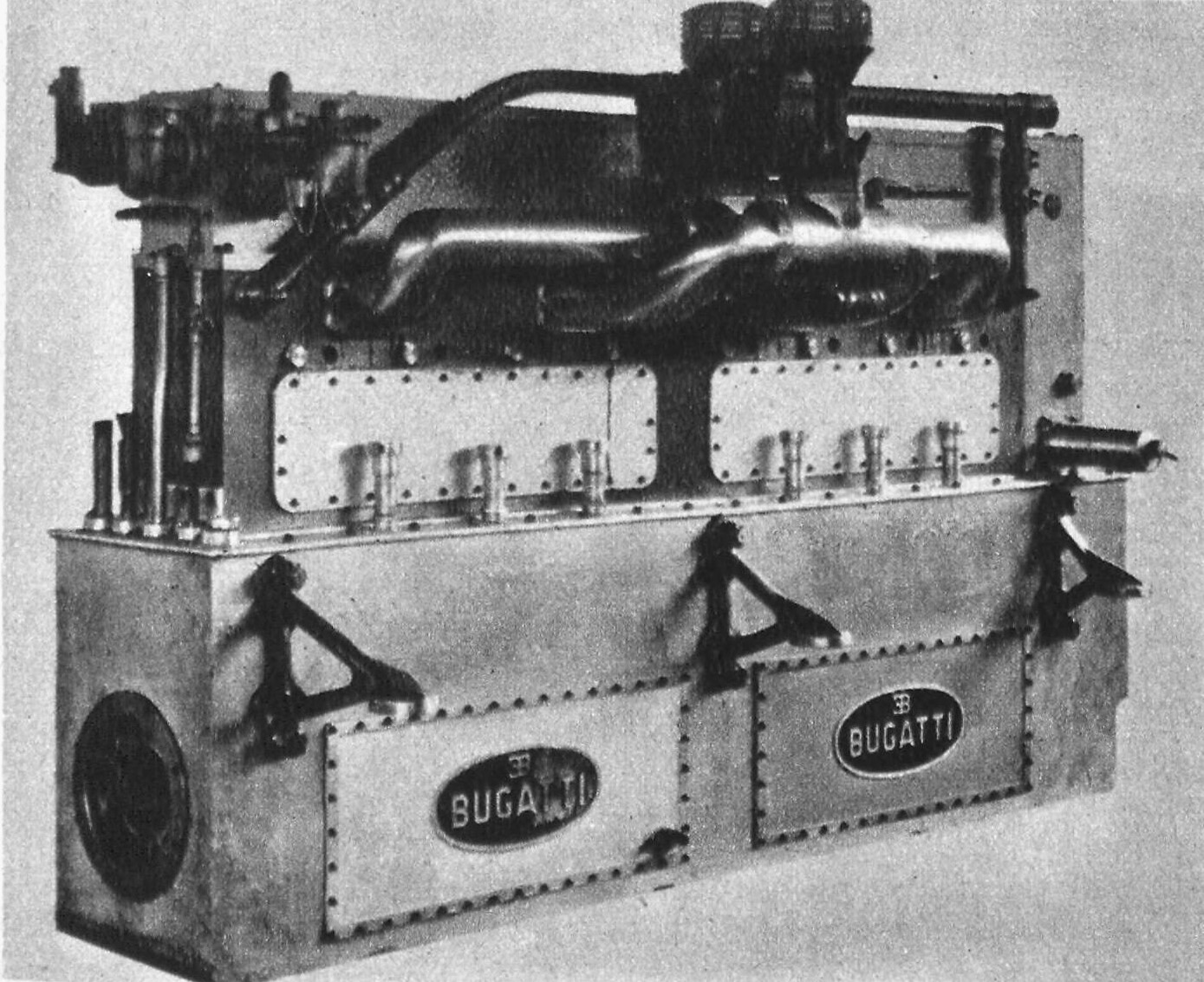
Achtzylinder-Reihenmotor Typ Royal, 200 PS bei 2000 min^{−1}

Die Triebwagen wurden von Achtzylinder-Reihen-Ottomotoren mit einer obenliegender Nockenwelle und einem Hubraum von 12 750 cm³ angetrieben. Die Motoren wurden von je zwei Zenith-Vergasern mit Gemisch versorgt, die nur in drei Stufen geregelt werden konnten. Außerdem verfügten die Motoren über Doppelzündung und Trockensumpfschmierung. Die Leistung der Motoren wurde für die Triebwagen auf 147 kW (200 PS) bei 2000 min−1 gedrosselt. Die Présidentiel wurden mit einem Gemisch aus 55 % Benzin, 30 % Benzol und 15 % Alkohol betrieben, der an der Weltfachausstellung Paris 1937 ausgestellte Surallongé wurde mt dehydriertem Alkohol, dem 5 % Öl beigemischt wurde, betrieben.

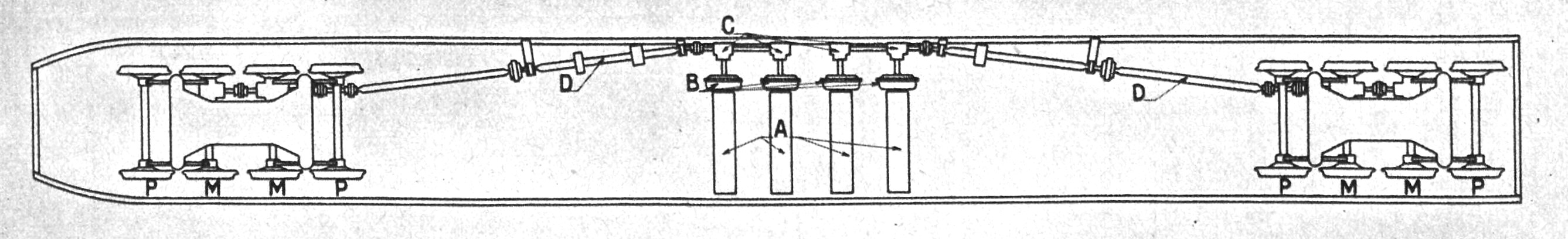
Antriebsanordnung im Triebwagen des Bugatti Double.

Die Motoren waren bei den verschiedenen Varianten unterschiedlich angeordnet. Im Modell Présidentielle standen die vier Motoren in der Mitte des Triebwagens quer zur Fahrtrichtung nebeneinander. Je zwei Motoren waren mechanisch miteinander gekuppelt und trieben über Wendegetriebe, Hydraulikkupplung und Kardanwelle die mittleren beiden Achsen je eines vierachsigen Drehgestells an. Die gleiche Anordnung wurde für die zweiteiligen Treibzüge gewählt, die sich technisch aus einem Triebwagen mit festgekuppeltem Beiwagen zusammensetzten. Der Triebwagen hatte somit die Achsfolge (1B1)(1B1).
Die dreiteiligen Triebzüge Triple hatte nur einen Antrieb im Mittelwagen, wo auch die Führerstandskanzel angeordnet war. Er war wiederum mit vier Motoren ausgestattet, die aber in Längsrichtung eingebaut waren, jeweils zwei Motoren hintereinander an je einer Seite des Wagens. Die beiden vorderen Motoren trieben je eine Achse des vorderen Drehgestells an, der in Fahrtrichtung rechte Motor die Achse 4, der linke die Achse 3 des Mittelwagens. Die beiden hinteren Motoren trieben spiegelbildlich zwei Achsen des zweiten Drehgestells an. Die Achsfolge des Mittelwagens war somit (2B)(B2). Da die spezifische Leistung der Triple niedriger war als die der anderen Ausführungen, wurde die Kraftübertragung zusätzlich zur Hydraulikkupplung über ein zweistufigen, elektromagnetisch schaltbaren Untersetzungsgetriebe der Marke Cotal geführt. Anders als bei den Présidentiel war das hydraulisch geschaltete Wendegetriebe direkt an jedem angetriebenen Radsatz angebracht.
Die Wagen der Bauart WL waren mit nur zwei Motoren ausgestattet, die in der Mitte des Fahrzeugs längs an einer Seite standen. Sie trieben über eine hydraulische Kupplung und eine Kardanwelle nur die Achse an, die am nächsten zur Wagenmitte lag. Die Triebwagen hatten wie die Triple elektrisch geschaltete Zweiganggetriebe von Cortal und direkt auf dem Ende der Radsatzwelle der Treibradsätze sitzende Wendegetriebe, die über eine Drehmomentstütze mit der Nachbarradsatz verbunden waren. Die Achsfolge der Triebwagen war somit (3A)(A3).

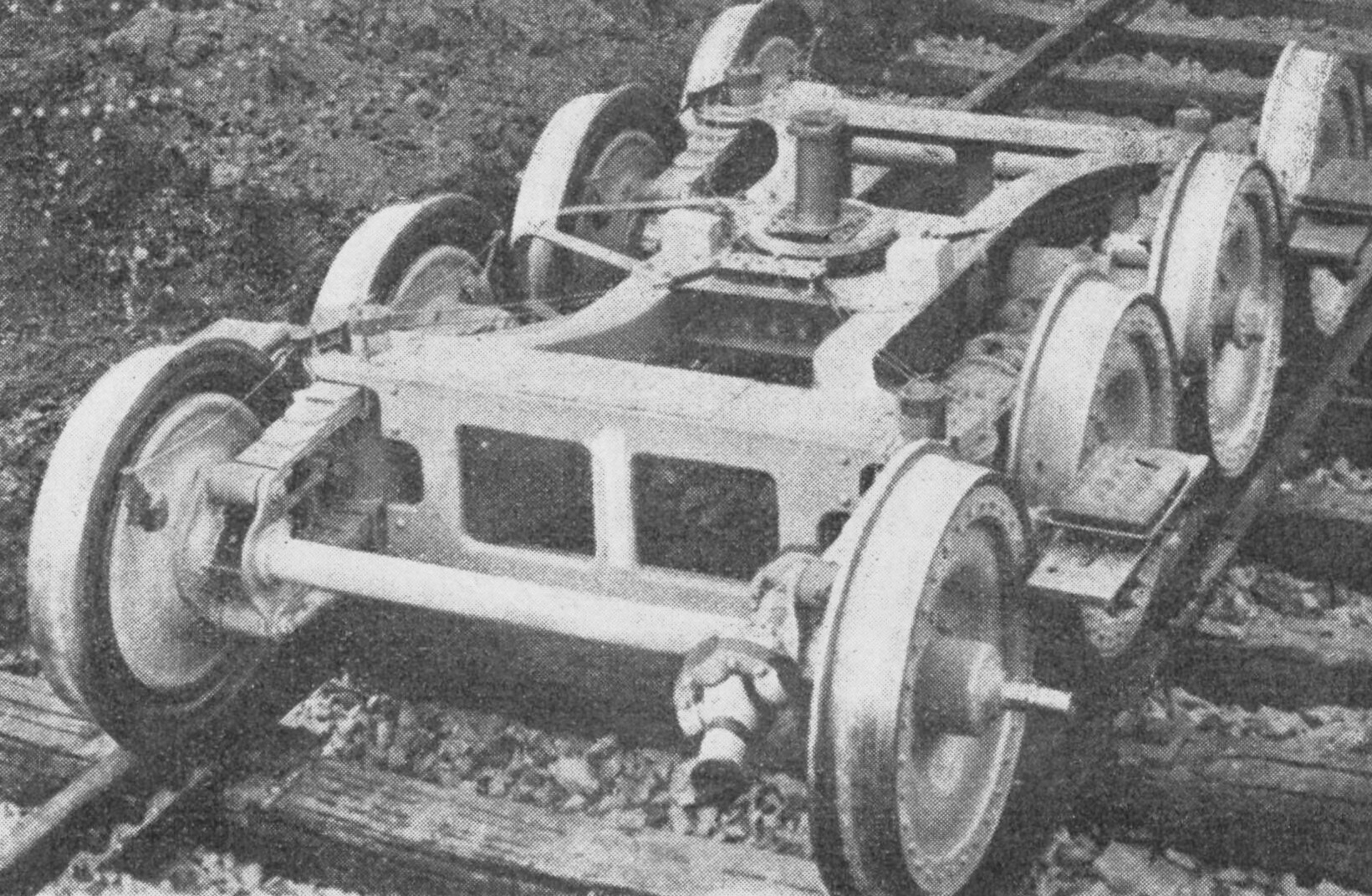
Drehgestell eines Bugatti-Triebwagens Typ Présidentiel, Achsfolge 1B1.

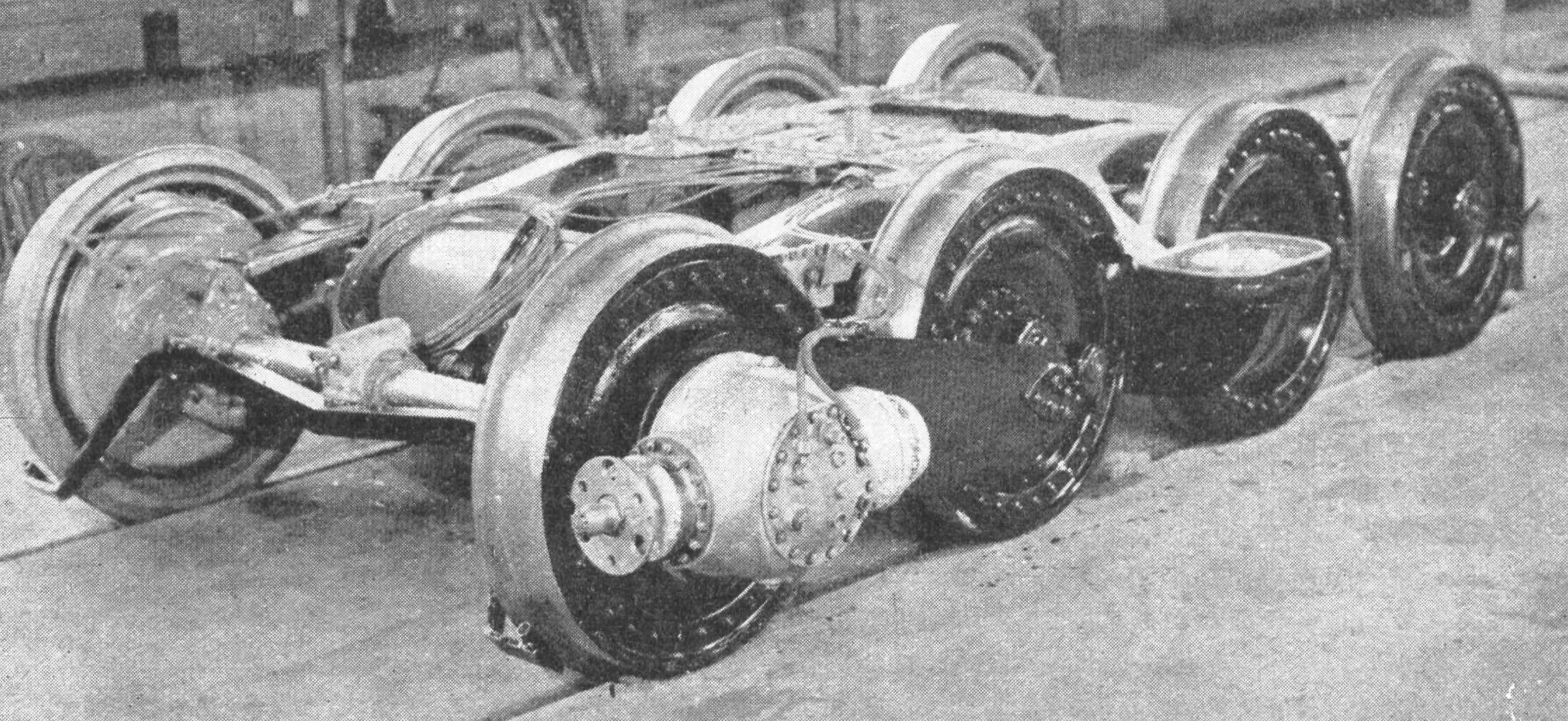
Drehgestell eines Bugatti-Triebwagens Typ Surallongé, Achsfolge A3. Auf dem Achsende sitzt das Wende- und Winkelgetriebe.

Die Drehgestelle wurden vierachsig gewählt, um eine möglichst hohe Laufruhe zu erreichen. Ein vertikaler Stoß auf eine Achse des Drehgestells wirkt sich bei einem vierachsigen Drehgestell nur zu einem Viertel auf den Drehzapfen aus, gleiches gilt für seitliche Stöße. Die beiden äußeren, nicht angetriebenen Achsen waren mit Losrädern ausgerüstet, die inneren beiden Achsen waren normale Radsätze. Der Drehgestellrahmen ruhte auf vier Blattfederpaketen, die paarweise die Achsen verbanden und in den Lagern des Drehgestellrahmens um die Hochachse drehbar waren. Diese Bewegung wurde durch Querstangen mit Stoßdämpfer kontrolliert, die mit dem Drehgestellrahmen verbunden waren. Der Wagenkasten lag über zwei Längsblattfedern und Gummipuffern auf Kragarmen, die am Drehgestellrahmen befestigt waren und seitlich zwischen den äußeren und den inneren Radsätzen auskragten. Der Drehzapfen diente nur zur Führung und nicht zur Lastabtragung, was damals noch nicht üblich war. Er übernahm jedoch die Funktion eines Stoßdämpfers der Primärfederung, indem der am Drehgestell befestigte Teil als ölgeführter Becher ausgeführt war, in dem der als Kolben ausgebildete Teil am Wagenkasten auf und ab gleiten konnte. Der Kolben hatte Bohrungen, so dass das Öl teilweise durch den Kolben fließen konnte und so die Bewegung ermöglichte, aber auch dämpfte. Ähnlich wie bei Straßenbahnen war der Radreifen mit einer Gummizwischenlage gegenüber der Radscheibe gefedert.

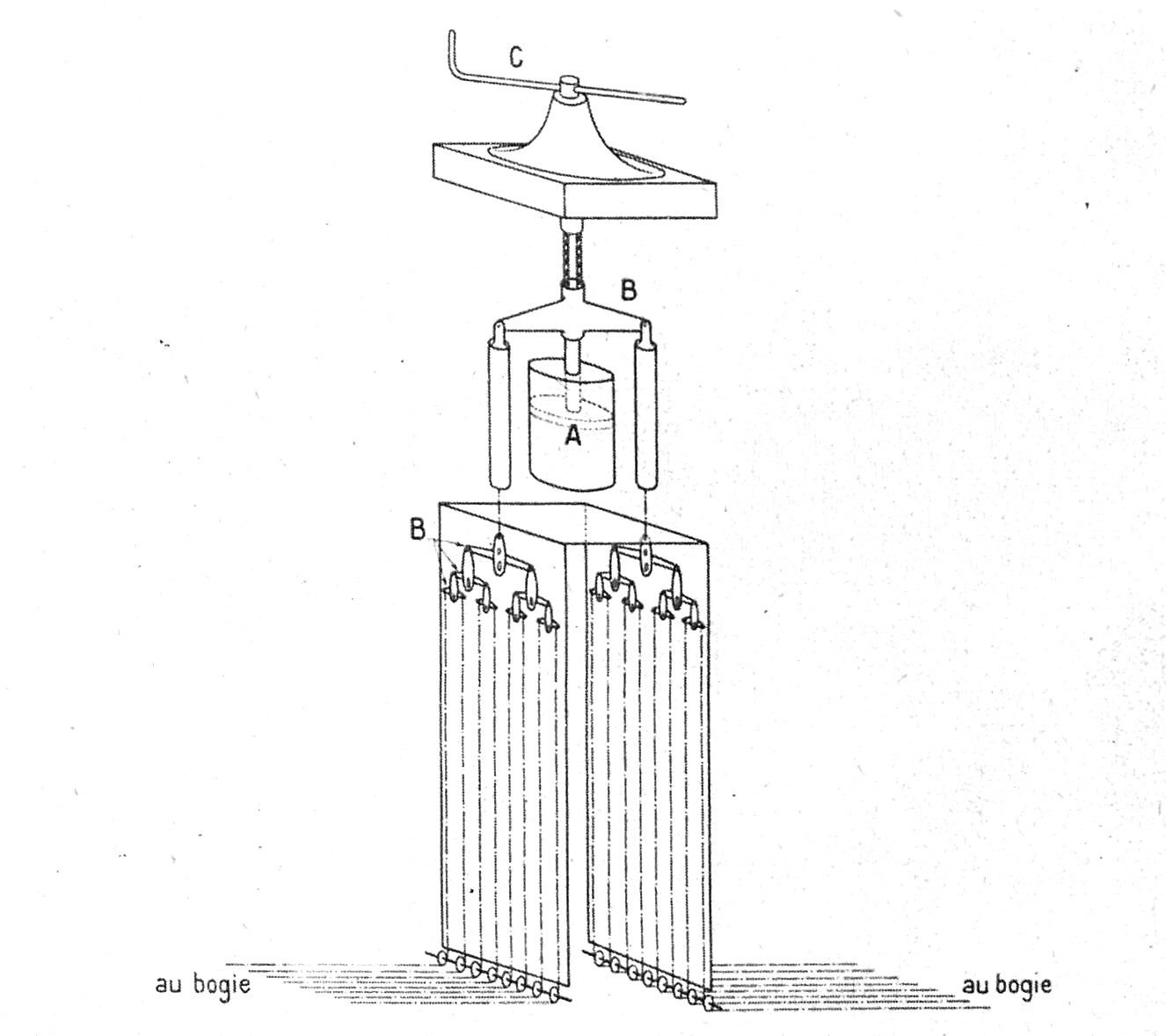
Prinzipskizze der Bremsanlage: A: Bremszylinder, B: Ausgleichsjoche, C: Feststellbremse

Alle Räder waren mit Trommelbremsen ausgerüstet, die sehr wirksam waren, aber schnell verschlissen. Die Bremsbacken der 16 Räder eines Wagens waren über Stahlseile und Ausgleichsjoche mit dem Kolben eines einzigen zentralen Bremszylinders verbunden, auf den sowohl die direkte, wie auch die indirekt Druckluftbremse wirkten. Auf die Kolbenstange wirkte zusätzlich die Spindel der Feststellbremse.

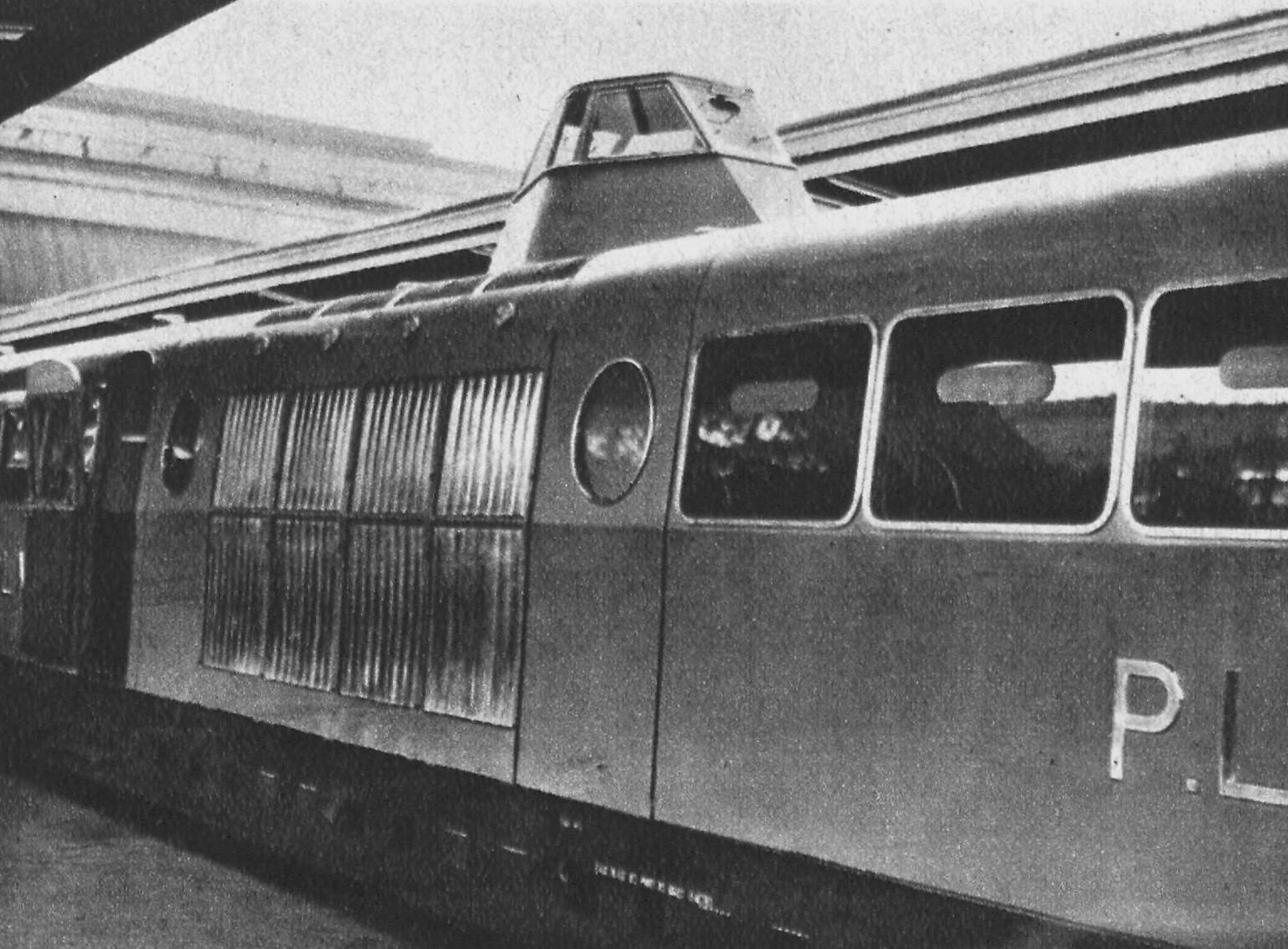
Kühlerseite des Maschinenraums eines Bugatti Double der PLM. Über dem Maschinenraum die Kanzel mit dem Führerstand

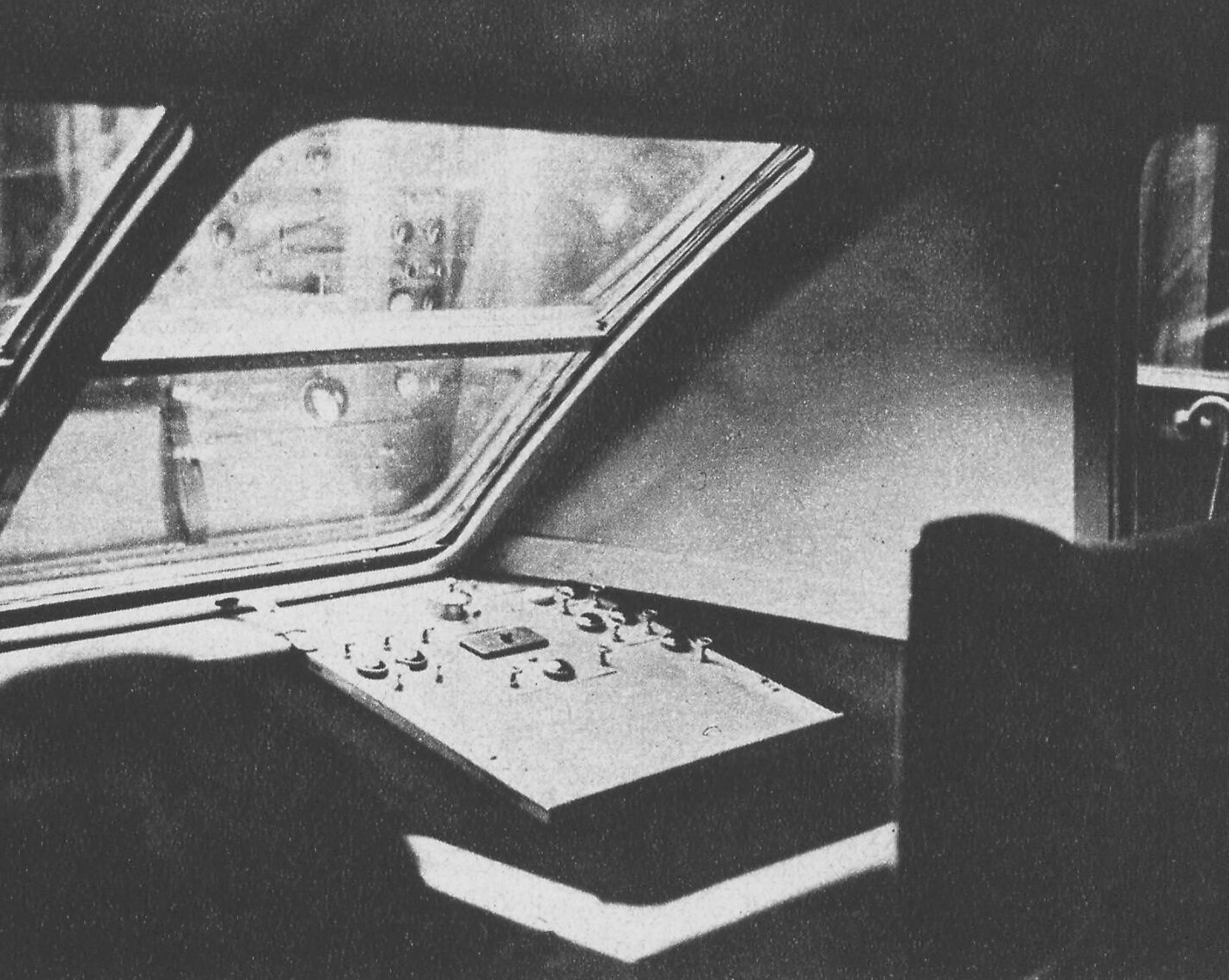
Beobachtungsplatz des Zugführers an der Frontseite des Motorwagens des Bugatti Double der PLM.

Die Wagenkästen waren mit einer Gesamtmasse von nur 35 t leicht und aerodynamisch günstig konstruiert; der Führerstand befand sich in einem Dachaufbau über dem Maschinenraum in der Wagenmitte. Der Triebfahrzeugführer blickte über das Dach des Triebwagens, was vor allem bei den späteren mehrteiligen Triebzügen zu einer stark eingeschränkten Sicht auf den Bereich direkt vor dem Fahrzeug führte. Diese hatten deshalb an beiden Enden einen durch den Zugführer besetzten Beobachtungsposten.

## Daten
| Bauart                      | Présidentiel                                  | Double                  | Court                                      | Allongé                                    | Surallongé                                    | Triple                                 |
| Nummerierung                |                                               |                         |                                            |                                            |                                               |                                        |
| État: SNCF: SNCF nach 1950: | ZZy 24401–24409 ZZB 1001–1009 1) XB 1001–1008 |                         | ZZy 24421–24425 ZZB 2101–2105 XR 4101–4105 | ZZy 24426–24435 ZZB 3101–3110 XB 3101–3110 | ZZy 24436–24450 ZZB 4001–4015 2) XB 4002–4015 | ZZy 24481–24482 ZZB 101–102 XB 101–102 |
| PLM: SNCF: SNCF nach 1950:  |                                               | ZZ K 1–3 ZZB 1–3 XB 1–3 | ZZ K 101–106 ZZB 2301–2306 XR 4121–4126    | ZZ K 201–218 ZZB 3001–3018 2) XB 3002–3018 | ZZ K 301–310 ZZB 4201–4210 XB 4201–4210       |                                        |
| AL: SNCF: SNCF nach 1950:   |                                               |                         | R 26–27 ZZB 2201–2202 XR 4111–4112         |                                            | R 25 ZZB 4101 XB 4101                         | ZZB 201–203 3) XB 203                  |
| SNCF: SNCF nach 1950:       |                                               |                         |                                            |                                            | ZZB 4301–4302 XB 4301–4302                    | ZZB 204–205 XB 204–205                 |
| Technische Daten            |                                               |                         |                                            |                                            |                                               |                                        |
| Anzahl:                     | 9                                             | 3                       | 13                                         | 28                                         | 28                                            | 7                                      |
| Baujahr(e):                 | 1933–1935                                     | 1934                    | 1934–1935                                  | 1935–1936                                  | 1936–1938 1945–1946                           | 1936–1939                              |
| Ausmusterung:               | 1954–1955                                     | 1953                    | 1955–1956                                  | 1955–1957                                  | 1955–1958                                     | 1951–1953                              |
| Achsformel:                 | (1B1)(1B1)                                    | (1B1)(1B1)+4’4’         | (3A)(A3)                                   | (3A)(A3)                                   | (3A)(A3)                                      | 4’4’+(2B)(B2)+4’4’                     |
| Länge über Puffer:          | 23 160 mm                                     | 43 500 mm               | 19 300 mm                                  | 21 000 mm                                  | 25 380 mm                                     | 60 000 mm                              |
| Leistung:                   | 400 PS                                        | 400 PS                  | 200 PS                                     | 200 PS                                     | 200 PS                                        | 400 PS                                 |
| Plätze 1. Klasse            |                                               | 38                      |                                            |                                            |                                               | 64                                     |
| Plätze 2. Klasse            | 48                                            | 45                      | 36                                         | 44 oder 52                                 | 73                                            | 88                                     |

1) Der letzte Triebwagen der Serie ging im Zweiten Weltkrieg verloren
2) Der erste Triebwagen der Serie ging im Zweiten Weltkrieg verloren
3) Zwei Triebwagen gingen während des Zweiten Weltkriegs verloren